# Hrvatska liga (košarka) 1984./85.
Hrvatska liga bila je 3. razred jugoslavenskih košarkaških natjecanja u toj sezoni.

## Rezultati
KK Osijek - Omiš      82 - 75    ( 37-32 )
SKK Osijek: Hrgović 15, Tankosić, Skitarelić 17, Zovko, Jakić, Kordić 4, 						
Kostić 13, Dr.Dogan 20, Kahvedžić, Juginović, Da.Dogan 13, Čorić						
Omiš:   Pešić 7, Perišić 10, Kekez 14, Srzić 12, Nenadić 4, Lelas,  						
Stamenov 2, Bilanović 16, Kovač 7, Bracanović, Škarica.						

KK Osijek - Zapruđe      62 - 61    ( 29-30 )
SKK Osijek: Hrgović 2, Tankosić, Skitarelić 16, Jakić, Zovko, Kordić 12, 						
Kostić 8, Dr.Dogan 10, Kahvedžić, Juginović, Da.Dogan 14, Lončar						
Zapruđe: Đerzić, Maljković, Dits, Meheš 8, Drakulić, Uzelac 22, 						
Ostojić, Jakovljević, Majetić 25, Deak 4, Hosman 2, Čađenović.						

Kraljevica - KK Osijek     68 - 84   ( 45-48 )
Kraljevica: Radović 7, Petrović, Lučin, Čandrlić 4, Rosić 12, Penava, 						
Simić 22, Strenja 13, Barin 8 Kašić,						
SKK Osijek: Hrgović 5, Čorić, Skitarelić 12, Zovko, Kordić 19, 						
Kostić 4, Dr.Dogan 8, Kahvedžić, Juginović, Da.Dogan 36.						

KK Osijek - Oriolik Sl. Brod      79 - 78    ( 43-41 )						
SKK Osijek: Hrgović 6, Tankosić, Skitarelić 9 (2-2), Zovko, Šarac,  						
Kordić 13 (3-3), Kostić 11 (2-2), Dr.Dogan 13 (3-4), Kahvedžić 2, 						
Juginović, Da.Dogan 25 (1-6), Čorić						
Oriolik Sl. Brod: Ćuk 8 (2-2), Serdar, Šego, Grgurev, Kardum 11 (1-2)						
Matanović 4, Špiranović, Orešković 16 (6-6), Stojanović 8, 						
Fajdetić 26 (2-3), Oljača, Kukolja (1-2)						

SKK Osijek - Novi Zagreb       70 - 69    ( 35-28 )
SKK Osijek: Hrgović 6 (2-4), Tankosić, Skitarelić 16 (3-5), Zovko, Šarac,  						
Kordić 14 (4-5), Kostić 4 (0-3), Dr.Dogan 20 (4-6), Kahvedžić 10 (1-1), 						
Juginović, Lončar, Čorić						
Novi Zagreb: Filipaj, Veček 20 (5-6), Mlinar 11 (1-2), Buntić, Musić, 						
Alavanja 8 (1-2), Vulić 4, Zrnić 14 (2-3), Bendeković, Simon 6 (4-4) 						
Ivanišin 6 (0-1), Ljubić.						

Pula - KK Osijek     93 - 92   ( 81-81 73-73 31-31 )
Pula: Gulin 3, Srdić 13, Vuković, Petković, Tepšić, Ujčić 16						
Erlević 8, Lučić 20, Mofardin 18, Peharec 7, Travica, Begonja 8.						
SKK Osijek: Hrgović 4, Tankosić, Skitarelić 19, Zovko, Šarac,						
Kordić 25, Dr.Dogan 20, Kahvedžić 5, Da.Dogan 19, Čorić.						

KK Osijek - Jug Dubrovnik      120 - 72    ( 66-36 )
SKK Osijek: Hrgović 8 (2-2), Tankosić, Skitarelić 23, Zovko 9,   						
Šarac 2,Kordić 14, Kostić, Dr.Dogan 32 (6-9), Kahvedžić 12, 						
Juginović, Da.Dogan 18, Čorić 2.						
Jug Dubrovnik: Matić 11, Bajramović 10 (4-4), Štaka 6, Golje 6						
Đelalija 35 (3-5), Kuraica 4.						

Omiš - KK Osijek - Omiš      100 - 88    ( 60-42 )
Omiš:   M.Pešić 8, Perišić, Kekez 18, Srzić 28, Nenadić 16, Lelas,  						
Stamenov, N.Pešić, Bilanović 16, Kovač, Škarica 17.						
SKK Osijek:  Hrgović 13, Tankosić, Skitarelić 4, Šarac, Šmit,  						
Kordić 25, Kostić 5, Dr.Dogan 25, Kahvedžić, Da.Dogan 14, Lončar						

KK Osijek - Dalvin Split      87 - 84    ( 52-41 )
SKK Osijek: Hrgović 8, Tankosić, Skitarelić 15 (2-2), Šarac,   						
Lončar, Kordić 10, Kostić 6 (2-4), Dr.Dogan 15 (5-6), Kahvedžić 9 (3-6), 						
Juginović, Da.Dogan 24 (2-3), Čorić.						
Dalvin Split: Dadić 2, Baković 32 (4-5), Stanojević, Stegić 14 (2-4),						
Radunić 16 (2-4), Cambi, Dumanić 10 (0-1), Borozan, Sapunar 10 (8-11)						
Glavordić.						

Zapruđe - KK Osijek      90 - 77    ( 47-34 )
Zapruđe:  Dits, Marinković, Meheš 17 (7-8), Drakulić 8 (4-4,  						
Uzelac 15 (3-6), Musemić, Majetić 9 (1-2), Jakovljević, Deak 32 (11-15),  .						
Hosman 3 (1-3), Čađenović 4.						
SKK Osijek: Hrgović 4, Skitarelić 15, Tankosić, Šarac, Lončar,  						
Kordić 22 (4-6), Kostić 6 (2-2), Dr.Dogan 6, Kahvedžić 11 (3-6), Juginović, 						
Da.Dogan 11 (0-2), Čorić 2.						

KK Osijek - Pula       93 - 54   ( 40-25 )
SKK Osijek: Hrgović 17 (5-5), Tankosić 5, Skitarelić 13, Zovko, 						
Lončar, Kordić 14, Kostić 4, Kalić, Kahvedžić 16, Juginović,  						
Da.Dogan 19 (3-6), Čorić 5 (0-1).						
Pula: Gulin, Srdić 6 (2-3), Udovičić 2, Terlević 4, Sučić 8 (4-9)						
Tepšić 2, Travica, Begonja 32 (12-14)						

Oriolik Sl. Brod - KK Osijek        71 - 70
Oriolik Sl. Brod: Ćuk 12 (2-2), Serdar, Oljača, Grgurev, Kardum 8,						
Matanović 4, Špiranović 1 (1-2), Orešković 11 (1-2), Stojanović 4, 						
Fajdetić 20 (4-4), Ratković 4, Kukolja 11 (1-5)
SKK Osijek: Hrgović 13 (1-2), Tankosić, Skitarelić 11 (2-2), Zovko,   
Lončar, Kordić 6, Kostić 16 (7-10), Dr.Dogan 3 (1-4), Kahvedžić 6 (2-2), 
Juginović, Da.Dogan 16 (1-5), Čorić

KK Osijek - Borik Zadar       95 - 85   ( 49-47 )

SKK Osijek: Hrgović 9 (1-1), Tankosić, Skitarelić 7, Zovko, 
Lončar, Kordić 14 (2-2), Kostić 23 (0-1), Dr.Dogan 24 (2-2), Kahvedžić 4,   
Juginović, Da.Dogan 14, Čorić.
Borik Zadar: Ivanov 30 (10-12), Vitas 30 (8-10), Nikpalj 11 (2-3), Perić 8
Jelača 5 (1-2).

Novi Zagreb - SKK Osijek -        82 - 64    ( 39-40 )

Novi Zagreb: Filipaj, Veček 15 (3-4), Mlinar 10, Buntić, Musić 2, 
Alavanja 20 (5-8), Vulić 11, Zrnić 8 (2-4), Bendeković, Simon 7 (3-4) 
Ivanišin 9 (1-3), Vujasinović.
SKK Osijek: Hrgović 12 (4-8), Tankosić, Skitarelić 10, Zovko,  
Kordić 3 (1-3), Kostić, Dr.Dogan 17 (5-10), Kahvedžić 10 (3-4), 
Da.Dogan 12 (4-6), Čorić.